# Neil Jenkins
Neil Roger Jenkins (Church Village, 8 de julho de 1971) é um ex-jogador galês de rugby union que jogava na posição de abertura.
Celebrizou-se como o primeiro jogador a alcançar mil pontos em jogos de seleções. Ele já havia conseguido tornar-se o maior pontuador da Seleção Galesa de Rugby já em sua 28ª partida por ela. A marca veio em 2001, em seu décimo ano pelo País de Gales, em jogo contra a França em Paris. Outra partida bem lembrada foi quando ele decretou uma vitória sobre a Inglaterra por 32-31 em 1999, graças a um chute de conversão. De grande pontaria, ele atualmente é o treinador de chutes da seleção.
Apenas outros quatro jogadores, posteriormente, também chegaram aos mil pontos por seleções: o argento-italiano Diego Domínguez, o irlandês Ronan O'Gara, o inglês Jonny Wilkinson e o neozelandês Dan Carter. Jenkins, atualmente, está atrás destes dois últimos em número de pontos. Ele marcou 1.049 pontos em 87 jogos por Gales e 41 em 4 partidas pelos British and Irish Lions, onde chegou a atuar como fullback.